# Janusz Guńka
Janusz Guńka (* 1. Januar 1961 in Chochołów) ist ein ehemaliger polnischer Nordischer Kombinierer.

## Werdegang
Guńka und vertrat in seiner Karriere Wisła-Gwardia Zakopane. Bei den Nordischen Junioren-Skiweltmeisterschaften 1977 in St. Croix belegte er den 29. Platz im Skispringen. Ein Jahr später platzierte er sich bei den Nordischen Junioren-Skiweltmeisterschaften 1978 in Murau auf dem 41. Rang. Im Februar 1979 gewann er den Skisprungwettbewerb der Winter-Spartakiade in Borșa vor den ostdeutschen Athleten Norbert Maischke und Olaf Schmidt.
Im Großteil seiner Karriere war Guńka als Nordischer Kombinierer aktiv. So erreichte er beispielsweise bei den Nordischen Junioren-Skiweltmeisterschaften 1980 in Örnsköldsvik den achten Platz mit dem Team. Im Dezember 1983 startete er in Oberwiesenthal im Weltcup, verpasste allerdings die Punkteränge. Bei den Nordischen Skiweltmeisterschaften 1985 in Seefeld belegte er gemeinsam mit Tadeusz Bafia und Karol Kołtaś den sechsten Rang. Zwei Jahre später erreichte er zusammen mit Stanisław Ustupski und Tadeusz Bafia den zehnten Platz bei den Nordischen Skiweltmeisterschaften 1987 in Oberstdorf.
Auf nationaler Ebene gewann er in der Nordischen Kombination zwar fünf Medaillen im Einzel, konnte aber nur mit dem Team den Meistertitel holen.

## Persönliches
Guńkas Frau Halina Guńka ist eine ehemalige Skilangläuferin, Biathletin und Olympiateilnehmerin. Es ist sehr wahrscheinlich, dass es sich bei Ryszard Guńka um seinen Bruder handelt. Nach seiner Karriere zog er nach Thunder Bay.